# 1850年普鲁士宪法
《1850年普鲁士宪法》（德語：Verfassung für den Preußischen Staat）是普魯士王國於1850年1月21日正式頒布的憲法，標誌著普魯士從絕對君主專制向君主立憲制的轉變。該憲法是1848年德國革命的直接產物，雖然結束了絕對專制統治，但仍保留了國王的強大權力，建立了一個保守的君主立憲體制。

## 內容
在1850年普鲁士宪法中，政府不向众议院负责，众议院的权力很小，议员的选举基于其纳税能力。贵族院主要由保守的容克贵族控制。普鲁士国王/德国皇帝的潜在权力极大，可以任免普鲁士和联邦官员。立法得以通过生效也需要得到他的认可。普鲁士国王/德国皇帝为军队总司令。

## 歷史
1848年，德国多地爆发流血革命，选举出的法兰克福国民议会对国王权力构成挑战，最终局势迫使普鲁士国王腓特烈·威廉四世改组政府并通过宪法，结束了绝对君主专制，而宪法于1850年1月21日正式通过并在之后经历数次修正。该宪法远不及后来的德意志帝国联邦宪法开明。
19世纪80年代，明治维新后的日本在立宪过程中曾受到该宪法的巨大影响。